# Mayer (Minnesota)
Mayer es una ciudad ubicada en el condado de Carver en el estado estadounidense de Minnesota. En el Censo de 2010 tenía una población de 1749 habitantes y una densidad poblacional de 477,91 personas por km².

## Geografía
Mayer se encuentra ubicada en las coordenadas 44°53′20″N 93°53′41″O / 44.88889, -93.89472. Según la Oficina del Censo de los Estados Unidos, Mayer tiene una superficie total de 3.66 km², de la cual 3.59 km² corresponden a tierra firme y (1.98%) 0.07 km² es agua.

## Demografía
Según el censo de 2010, había 1749 personas residiendo en Mayer. La densidad de población era de 477,91 hab./km². De los 1749 habitantes, Mayer estaba compuesto por el 95.2% blancos, el 1.14% eran afroamericanos, el 0.11% eran amerindios, el 1.72% eran asiáticos, el 0% eran isleños del Pacífico, el 0.29% eran de otras razas y el 1.54% pertenecían a dos o más razas. Del total de la población el 1.26% eran hispanos o latinos de cualquier raza.